# Zweite Regierung Newcastle

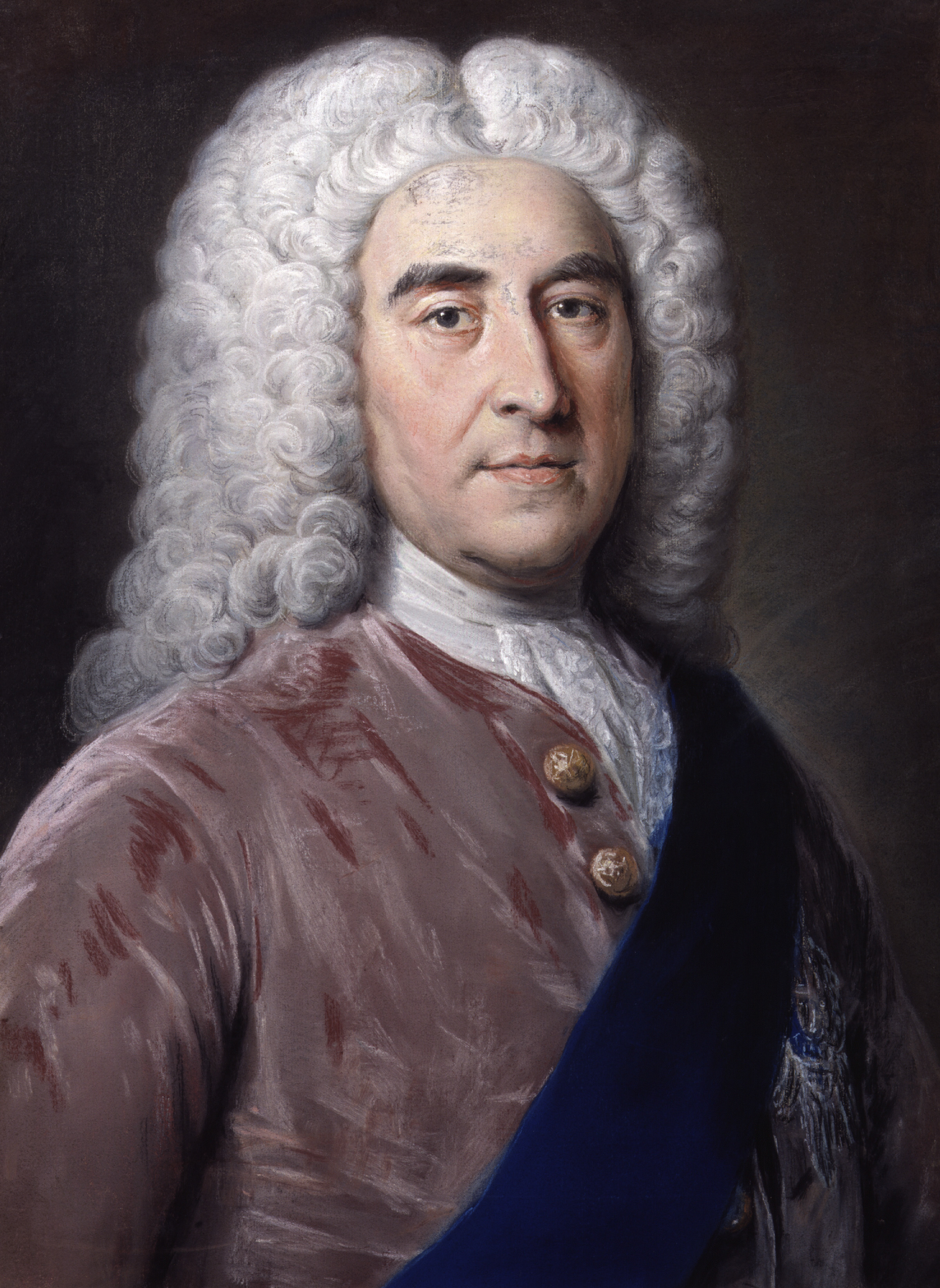
Thomas Pelham-Holles, 1. Duke of Newcastle-upon-Tyne war zwischen 1754 und 1756 sowie erneut sowie erneut von 1757 bis 1762 Premierminister

Die Zweite Regierung Newcastle war von 1757 bis 1762 die Regierung des Königreichs Großbritannien. Sie wurde am 2. Juli 1757 von Thomas Pelham-Holles, 1. Duke of Newcastle-upon-Tyne gebildet und löste die Übergangsregierung von 1757 ab. Sie blieb zum 26. Mai 1762 im Amt, woraufhin die Regierung Bute gebildet wurde, und bestand ausschließlich aus Mitgliedern der liberalen Whigs.
Aus den Unterhauswahlen vom 18. April bis zum 20. Mai 1754 gingen die Whigs unter Thomas Pelham-Holles, 1. Duke of Newcastle-upon-Tyne mit 368 der 558 Sitze im House of Commons als Sieger hervor. Die konservativen Tories unter Sir Edmund Isham stellten 106 Abgeordnete und die Patriot Whigs von John Stuart, 3. Earl of Bute 42 Parlamentarier, während andere Bewerber ebenfalls 42 Sitze erhielten. Bei den Unterhauswahlen vom 25. März bis zum 5. Mai 1761 gewannen Newcastles Whigs 466 der 558 Sitze im House of Commons, während die Tories unter Sir Edmund Isham 112 Abgeordnete stellten.

## Kabinettsmitglieder
Dem Kabinett gehörten folgende Mitglieder an:
| Amt                           | Amtsinhaber                                                               | Beginn der Amtszeit            | Ende der Amtszeit             |
| ----------------------------- | ------------------------------------------------------------------------- | ------------------------------ | ----------------------------- |
| Erster Lord des Schatzamtes   | Thomas Pelham-Holles, 1. Duke of Newcastle-upon-Tyne                      | 2. Juli 1757                   | 26. Mai 1762                  |
| Staatssekretär für den Süden  | William Pitt der Ältere Charles Wyndham, 2. Earl of Egremont              | 2. Juli 1757 5. Oktober 1761   | 5. Oktober 1761 26. Mai 1762  |
| Lordkanzler                   | Robert Henley, 1. Baron Henley                                            | 16. Januar 1761                | 26. Mai 1762                  |
| Lordpräsident des Rates       | John Carteret, 2. Earl Granville                                          | 2. Juli 1757                   | 26. Mai 1762                  |
| Lordsiegelbewahrer            | Richard Grenville Temple, 2. Earl Temple John Russell, 4. Duke of Bedford | 2. Juli 1757 25. November 1761 | 16. Oktober 1761 26. Mai 1762 |
| Erster Lord der Admiralität   | George Anson, 1. Baron Anson                                              | 2. Juli 1757                   | 26. Mai 1762                  |
| Staatssekretär für den Norden | Robert Darcy, 4. Earl of Holderness John Stuart, 3. Earl of Bute          | 2. Juli 1757 25. März 1761     | 12. März 1761 26. Mai 1762    |
| Schatzkanzler                 | Henry Bilson Legge William Barrington, 2. Viscount Barrington             | 2. Juli 1757 19. März 1761     | 19. März 1761 26. Mai 1762    |
| Generalfeldzeugmeister        | Charles Spencer, 3. Duke of Marlborough John Ligonier, 1. Earl Ligonier   | 2. Juli 1757 3. Juli 1759      | 20. Oktober 1758 26. Mai 1762 |